# Gyda Eiriksdottir
Gyda Eiriksdottir (en nórdico antiguo: Gyða, c. 872) fue una legendaria reina consorte de Noruega, hija del rey Eirík monarca del reino de Hordaland. Según las sagas nórdicas, fue la primera reina de una Noruega unificada tras su matrimonio con Harald de los Cabellos Hermosos.
La leyenda romántica cita al rey Harald de Vestfold pidiendo matrimonio a Gyda, quien respondió que no se casaría hasta que Harald fuese «rey de toda Noruega». Harald hizo un juramento de no cortarse ni cepillar su cabello hasta conseguir ese objetivo que no se haría realidad hasta diez años más tarde (872) cuando recordó a Gyda la promesa y pudieron casarse.
Los eruditos coinciden que es una leyenda muy típica de la literatura romántica que fue muy popular en las cortes del siglo XIII, periodo cuando fue escrita Heimskringla.

## Descendencia
De su matrimonio con Harald I tuvieron los siguientes hijos:
- Ålov (Årbot) Haraldsdotter
- Rørek Haraldsson
- Sigtrygg Haraldsson
- Frode Haraldsson
- Torgils Haraldsson